# أفواج المقاومة اللبنانية
أفواج المقاومة اللبنانيّة هي منظمة عسكريّة تشكّلت عام 1975 جناحًا عسكريًّاّ لحركة المحرومين التي أسّسها موسى الصدر، وترتبط بالطائفة الشيعيّة في لبنان. كانت أمل إحدى الفصائل الرئيسيّة في الحرب الأهليّة حتّى 1991، عندما تحوّلت إلى حزب سياسي يعرف اليوم باسم حركة أمل.

## التاريخ

### التسلسل الزمني
أسس الإمام موسى الصدر وعضو البرلمان حسين الحسيني حركة أمل «حركة المحرومين» في عام 1974.
في 20 يناير 1975 تشكلت فصائل المقاومة اللبنانية جناحًا عسكريًّا لحركة المحرومين تحت قيادة الصدر.
في عام 1978 اختفى الصدر في ظروف غامضة أثناء زيارته لليبيا وخلفه حسين الحسيني كزعيم لحركة أمل.
في عام 1979 حاول مسلحون فلسطينيون اغتيال الأمين العام آنذاك حسين الحسيني بإطلاق صواريخ على منزله خارج بيروت.
في عام 1980 استقال حسين الحسيني من قيادة أمل بعد رفضه «تجريع أمل في الدم» والقتال إلى جانب منظمة التحرير الفلسطينية أو أي فصيل آخر.
في عام 1980 أصبح نبيه بري أحد قادة أمل، ودخلت الحركة في الحرب الأهلية اللبنانية.
في صيف 1982 أنشق حسين الموسوي نائب رئيس حركة أمل والناطق الرسمي لها، وأسس أمل الاسلامية.
في أيار/مايو 1985 اندلع قتال عنيف بين أمل والمسلحون الفلسطينيون للسيطرة على مخيمات صبرا وشاتيلا وبرج البراجنة في بيروت، فيما عرف «بحرب المخيمات» التي استمرت حتى عام 1987.
في كانون الأول / ديسمبر 1985 وقع نبيه بري من حركة أمل، ووليد جنبلاط من الحزب الاشتراكي التقدمي الدرزي، وإيلي حبيقة من القوات اللبنانية الاتفاق الثلاثي في دمشق، ولم يدخل الاتفاق حيز التنفيذ بعد الإطاحة بإيلي حبيقة.
اندلع قتال عنيف بين حزب الله وحركة أمل في أعقاب «حرب المخيمات» التي عارضها حزب الله، وتدخلت القوات السورية لمساعدة أمل ضد حزب الله، وقتلت القوات السورية العشرات من أعضاء حزب الله، واستمر القتال بين الفصيلين حتى عام 1989.

## التنظيم العسكري
بعد تأسيسه حركة المحرومين في 1974، شكّل موسى الصدر منظومة عسكريّة سريّة في 20 يناير 1975 تفاديًا لخطر أي إعتداء إسرائيلي محتمل، واستعان بحركة فتح الفلسطينيّة لتجهيز وتدريب وتأمين الأسلحة للمقاتلين الشيعة. بعد سنة واحدة، إثر انفجار وقع بالخطأ في إحدى معسكر تدريبي في البقاع وأدّى لمقتل 30 عنصرًا من أمل، أضطّر الصدر للإعلان عن وجودها. خلال الحرب الأهليّة، نمت علاقات الحركة مع سوريا، وحظيت بدعم مئات الآلاف من النازحين الشيعة القادمين من جنوب لبنان بسبب التفجيرات الإسرائيليّة. سعت أمل لتحسين أوضاع الطائفة الشيعيّة في البلاد، من خلال حصول المناطق الشيعيّة في البلاد على إهتمام حكومي وتمثيل سياسي أكبر، في حين كانت تلك الأجزاء مهمّشة بالمقارنة مع غيرها.
عندما اندلعت الحرب الأهلية في النهاية في أبريل 1975، بلغ قوام أمل بنحو 1,500-3,000 مسلح. مع إندلاع الحرب الأهلية في أبريل 1975، قدّرت قوّة أمل بين 1500 و3000 مقاتل، بالإضافة إلى المراكب التقنية، مدافع الرشاشات الثقيلة، البندقيات عديمة الارتداد والمدافع الآلية المضادة للطائرات. في ذروتها، وصل عدد المقاتلين ضمن أمل إلى حوالي 14 ألف جندي بينهم ستة آلاف جنود نظاميين. تعززّت قوّة الحركة عبر 6000 جندي من اللواء السادس من الجيش اللبناني ذو الأغلبية الشيعية، وأنضمّوا إليها إثر انهيار الجيش اللبناني في 1984 بعد حرب الجبل. كان اللواء بقيادة عبد الحليم كنج، وتمركز في ثكنة فؤاد شهاب في الشياح، وقد توسّعت أكثر فأكثر مع استقبالها المنشقّين عن فرقة المشاة السابعة والتسعين من اللواء السابع. خارج بيروت، قامت أمل بعمليات أخرى في بعلبك الهرمل وحظيت بدعم عناصر من اللواء الأول الذي بدوره كان يتكوّن من أغلبية شيعيّة.

## أمل في الحرب الأهلية اللبنانية
في آذار / مارس - نيسان / أبريل 1985، انضمت قوات ميليشيا أمل في تحالف مدعوم من سوريا مع المنظمة الشعبية الناصرية (PNO) والمرابطون وميليشيات الحزب الاشتراكي التقدمي الدرزي (PSP)، التي هزمت محاولات القوات المسيحية اللبنانية (LF) لإنشاء الجسور في الدامور وصيدا.

### حرب المخيمات
كانت حرب المخيمات سلسلة من المعارك في منتصف الثمانينات بين أمل والجماعات الفلسطينية، وقد دعم الحزب الاشتراكي التقدمي الموجه من الدروز وحزب الله الفلسطينيين، بينما دعمت سوريا أمل.

#### المعركة الأولى: مايو 1985
على الرغم من طرد معظم المقاتلين الفلسطينيين خلال الغزو الإسرائيلي عام 1982، بدأت الميليشيات الفلسطينية تستعيد مكانتها بعد الانسحاب الإسرائيلي أولاً من بيروت، ثم صيدا وصور، حيث نظرت سوريا إلى هذه الإحياء بقلق على الرغم من أنها في المعسكر الأيديولوجي نفسه، ولم يكن لدى دمشق سيطرة تذكر على معظم المنظمات الفلسطينية وكانت خائفة من أن يؤدي تكديس القوات الفلسطينية إلى غزو إسرائيلي جديد.
علاوة على ذلك، لم يكن نظام الأقلية العلوية في سوريا مرتاحًا أبدًا للميليشيات السنية في لبنان، والمتحالفة تقليديًا مع مصر والعراق. وقد كانت العلاقات الشيعية الفلسطينية في لبنان متوترة للغاية منذ أواخر الستينيات.
وبعد انسحاب القوة المتعددة الجنسيات من بيروت في فبراير عام 1984، سيطرت أمل وشرطة الأمن العام على غرب بيروت، وأقامت أمل في عدد من المواقع الاستيطانية حول المخيمات (في بيروت ولكن أيضًا في الجنوب). وفي 15 أبريل 1985 هاجمت أمل وحركة الناصريين المستقلين - المرابطون، الميليشيا اللبنانية السنية الرئيسية وأقرب حليف لمنظمة التحرير الفلسطينية في لبنان، تم هزيمة قوات المرابطون بعد أسبوع من القتال العنيف وأُرسل زعيمهم إبراهيم قليلات إلى المنفى. في 19 مايو 1985، اندلع قتال عنيف بين أمل والفلسطينيين من أجل السيطرة على مخيمات صبرا وشاتيلا وبرج البراجنة (كلها في بيروت). على الرغم من جهودها، لم تستطع أمل السيطرة على المخيمات. لا يزال عدد القتلى غير معروف، حيث تتراوح التقديرات بين بضع مئات وعدة آلاف. أدى هذا الضغط السياسي الشديد من جامعة الدول العربية إلى وقف لإطلاق النار في 17 يونيو.

## وصلات خارجية
- الموقع الرسمي لحركة أمل (باللغة العربية)
- حركة أمل من ميليشيات التمويه
- Histoire militaire de l'armée libanaise de 1975 à 1990 (باللغة الفرنسية)